# Reuniones anuales de los Comités Regionales de la OMS
Los Comités Regionales de la OMS se reunirán del 29 de agosto al 5 de octubre de 2011.

## Celebración
Los Comités Regionales de la OMS se reunirán del 29 de agosto al 5 de octubre de 2011.

Los Comités Regionales de la OMS se reunirán en el 2011 para fijar políticas y aprobar el presupuesto y programa de trabajo de cada una de las seis regiones de la OMS.

Comités Regionales

Los seis Comités Regionales de la OMS se reúnen por separado una vez al año para fijar políticas y aprobar el presupuesto y programa de trabajo de las respectivas regiones. Al preparar estas reuniones se establece un orden del día en el que se abordan en cada caso las necesidades de salud pública específicas de la región.
Organización Mundial de la Salud

## Región de África
61ª reunión del Comité Regional de la OMS para África
 
Abiyán, Côte d'Ivoire

29 de agosto - 2 de septiembre de 2011

## Región de Asia Sudoriental
64ª reunión del Comité Regional de la OMS para Asia Sudoriental
 
India
 
6-9 de septiembre de 2011

## Región de Europa
61ª reunión del Comité Regional de la OMS para Europa

Bakú, Azerbaiyán
 
12-15 de septiembre de 2011

## Región del Pacífico Occidental
62ª reunión del Comité Regional de la OMS para el Pacífico Occidental
 
Manila, Filipinas
 
19-23 de septiembre de 2011

## Región de las Américas
63ª reunión del Comité Regional de la OMS para las Américas
 
Washington D. C., Estados Unidos de América
 
26-30 de septiembre de 2011

## Región del Mediterráneo Oriental
58ª reunión del Comité Regional de la OMS para el Mediterráneo Oriental

República Árabe Siria

2-5 de octubre de 2011